# Hudson Hawk
Hudson Hawk (v anglickém originále Hudson Hawk, v doslovném překladu „Hudsonský jestřáb“) je americký akční komediální film z roku 1991. Režisérem filmu je Michael Lehmann. Podle námětu Bruce Willise a Roberta Krafta napsali scénář Steven E. de Souza a Daniel Waters. Hlavní role ztvárnili Bruce Willis, Danny Aiello, Andie MacDowell, James Coburn a Sandra Bernhard.

## Obsazení
| Bruce Willis          | Eddie Hawkins / Hudson Hawk, čerstvě propuštěný lupič       |
| Danny Aiello          | Tommy „Pět tónů“ Messina, Eddieho parťák                    |
| Andie MacDowellová    | Anna Baragli, znalkyně umění, průvodkyně vatikánského muzea |
| James Coburn          | George Kaplan, šéf zločinecké party „MTVIA“                 |
| Sandra Bernhardová    | Minerva Mayflowerová                                        |
| Richard E. Grant      | Darwin Mayflower, zloduch                                   |
| Donald Burton         | Alfred, komorník Mayflowerů                                 |
| Don Harvey            | Snickers, člen zločinecké party „MTVIA“                     |
| David Caruso          | Kit Kat, člen zločinecké party „MTVIA“                      |
| Andrew Bryniarski     | Butterfinger, člen zločinecké party „MTVIA“                 |
| Lorraine Toussaintová | Almond Joy, členka zločinecké party „MTVIA“                 |

## Produkce
Film produkoval Joel Silver, který už předtím spolupracoval s Willisem na dvojici filmů Smrtonosná past a Smrtonosná past 2. Natáčení probíhalo v létě 1990 na celé řadě lokací včetně Brooklynského mostu, Říma či Budapešti, a trvalo podle různých zdrojů 81 či 106 dní. Hudson Hawk tak dosáhl rozpočtu 65 milionů dolarů.

## Uvedení a přijetí
Studio TriStar uvedlo snímek do amerických kin 24. května 1991 a ten mu za prodloužený první víkend vydělal 7 milionů dolarů na domácích tržbách, čímž se v návštěvnosti dostal na 3. místo za akční thriller Oheň a komedii A co Bob?. Celkově však na americkém trhu vydělal jen 17,2 milionu dolarů. Pro společnost to znamenalo citelnou finanční ránu, z které ji vysvobodilo převzetí studiem Columbia Pictures.
Film byl hodnocen velmi kriticky, v recenzním agregátoru Rotten Tomatoes získal na základě 34 recenzí jen 26 % a na webu Metacritic si z 15 recenzí vysloužil pouhých 17 bodů ze sta (s celkovým hodnocením „zdrcující odpor“). Janet Maslinová z The New York Times film označila za „kolosálně pokažené a špatně vymyšlené selhání“
Přestože film kasovně propadl a kritiky nebyly zcela příznivé, s odstupem času získával na oblibě a v některých kruzích je chápán jako kultovní, některá média ho označovala za jeden z výrazných momentů Bruce Willise.